# John Bocwinski
John Bocwinski (Buenos Aires, Argentina; 22 de noviembre de 1936) es un exfutbolista argentino-estadounidense que fue miembro del equipo olímpico de fútbol de Estados Unidos en los Juegos Olímpicos de verano de 1972.

## Primeros años
Bocwinski, nacido en Buenos Aires de padres inmigrantes polacos, residió en Argentina hasta los dieciséis años cuando emigró a Estados Unidos con su familia. Llegaron en febrero de 1953 y se establecieron en Kenosha, Wisconsin. Bocwinski inmediatamente comenzó a jugar fútbol con equipos locales, primero Polonia SC y luego Syrena SC, ambos ubicados en Hammond, Indiana.

## Carrera

### Como futbolista
En 1955, se incorporó a Polonia SC en Milwaukee, Wisconsin. Fue reclutado en el Ejército de los Estados Unidos en 1959, cumpliendo su condena en Alemania, donde fue capitán del equipo de fútbol de las Fuerzas Armadas de EE. UU. En 1961, fue liberado del Ejército. Se mudó a Chicago, Illinois donde se unió a los AAC Eagles de la Liga Nacional de Fútbol de Chicago. Dos años después, se reincorporó a Milwaukee Polonia.

### Equipo olímpico de Estados Unidos
En 1970, fue seleccionado para el equipo olímpico de fútbol de Estados Unidos, cuando comenzó la clasificación para los Juegos Olímpicos de verano de 1972. En 1971, el equipo jugó en los Juegos Panamericanos. Estados Unidos ocupó el segundo lugar en su grupo de la primera ronda, pero al final de la clasificación en el grupo final. A pesar de este revés, el equipo pasó a clasificarse para el torneo olímpico. Bocwinski jugó los dos primeros partidos de Estados Unidos, un empate 0-0 con México y una derrota 3-0 ante Malasia.

### Como entrenador
En 1983, Bocwinski se convirtió en el entrenador en jefe de Carthage College en Kenosha. En sus dos temporadas como técnico, llevó al equipo a un récord de 12-21-2 (.371).
Además de jugar y entrenar fútbol, Bocwinski también trabajó más de treinta años para American Motors Corporation. En 1987, fue incluido en el Salón de la Fama de la Asociación de Fútbol de Wisconsin.